# Пушлахта
Пу́шлахта — деревня в Приморском районе Архангельской области. Входит в состав Перто́минского сельского поселения.

## География
Пушлахта находится на западе Онежского полуострова, на Онежском берегу Белого моря. К северо-востоку от Пушлахты находится деревня Летняя Золотица. Через Пушлахту протекают речка Пушка и ручей Белый, впадающие в губу Пушлахта.
Пушлахта находится в 195 км северо-западнее Архангельска.

## История
11 июля 1854 года во время Крымской войны союзная эскадра интервентов высадила десант у поморского села Пушлахта. Под прикрытием огня с пароходо-фрегатов, на 13 гребных судах, оснащенных артиллерией, на берег высадилось около ста человек, начавших обстреливать деревню из пушек. Им оказал сопротивление небольшой отряд из 23 поморов, вооружённых кремнёвыми ружьями, руководимый двумя отставными солдатами под общим командованием служащего палаты государственных имуществ Волкова. Превосходящие числом и вооружением английские моряки смогли в итоге оттеснить поморских ополченцев к лесу, потеряв пять человек убитыми и несколько ранеными. С русской стороны потерь не было.
В отместку за сопротивление союзники полностью сожгли деревню, уничтожив 40 домов, церковь, 50 амбаров, 20 бань, 10 овинов с крытыми гумнами и 40 крестьянских лодок. Общий ущерб, нанесенный Пушлахте, составил 8 тысяч рублей серебром.
Впоследствии правительство решило восстановить деревню за свой счет. Жители Архангельской губернии по подписке также собрали для пострадавших поморов значительную сумму денег. Каждый помор, участвовавший в бою, получил от властей по пять рублей серебром. Руководившие ополчением получили особые награды: чиновник Волков был награжден орденом святой Анны 3-й степени с бантом, один из солдат — знаком отличия военного ордена и 25 рублями серебром, второй — 15 рублями.
С 2004 года по 2015 год деревня входила в состав МО «Летне-Золотицкое».

## Население
| 2002 | 2010 | 2012 |
| ---- | ---- | ---- |
| 84   | ↘54  | →54  |

Численность населения, по данным Всероссийской переписи населения 2010 года, составляла 54 человека.

### Карты
- Топографическая карта Q-37-25_26.